# Fudan Egyetem

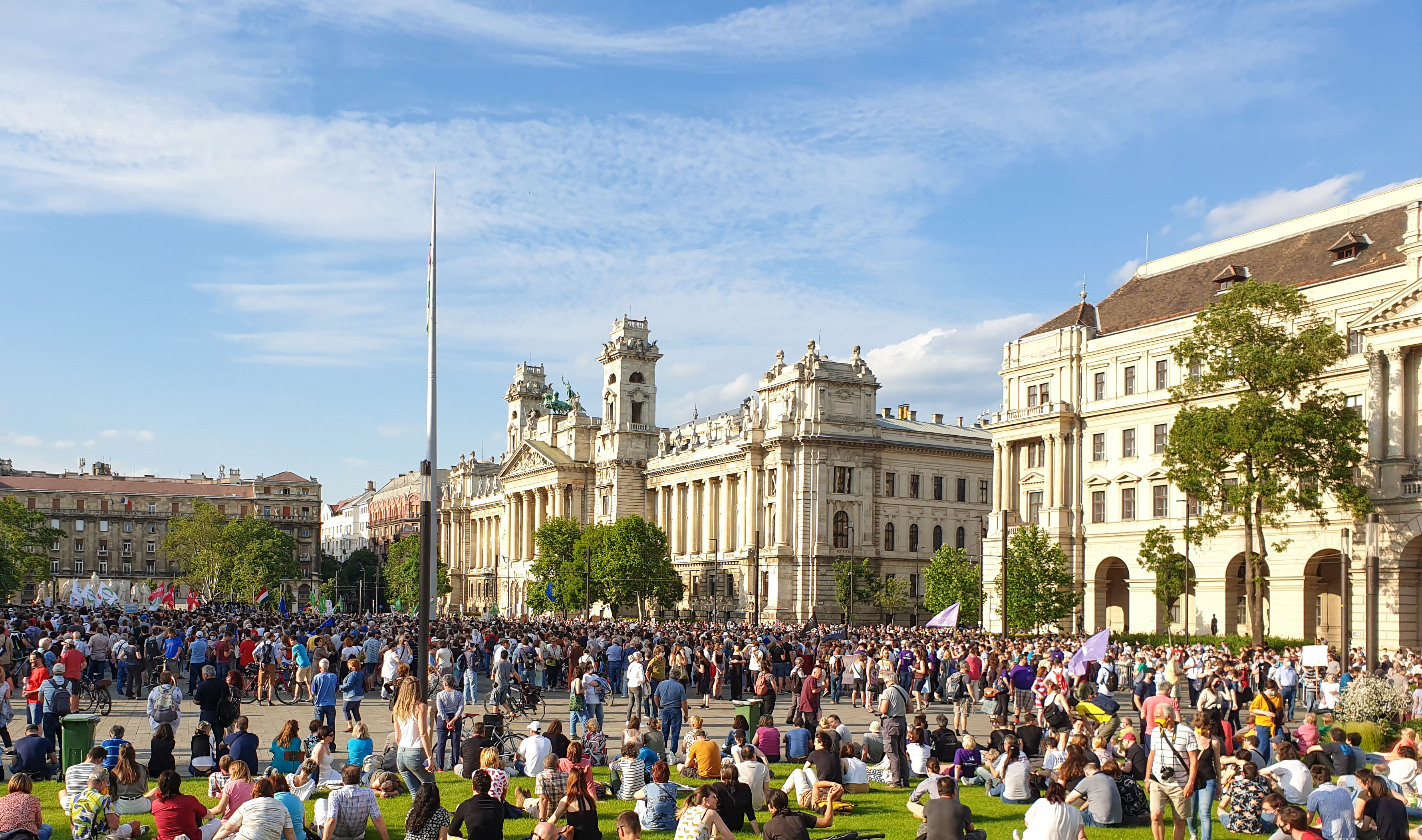
Tüntetés a Fudan tervezett magyarországi campusa ellen a Kossuth téren 2021. június 5-én

A sanghaji székhelyű Fudan Egyetemet (egyszerűsített kínai: 复旦大学; hagyományos kínai: 復旦大學; pinjin, hangsúlyjelekkel: Fùdàn Dàxué; kiejtést közelítő magyaros átírás Futan) Kína egyik legrangosabb felsőoktatási intézményeként tartják számon, de világszinten is az élvonalban jegyzik. A QS World University Ranking szerint 2021-ben a világ 34. legjobb egyetemének számít, míg Ázsiában 6. helyet, Kínában pedig 3. helyet foglal el a rangsorban. A Times Higher Education World University Rankings szerint 2021-ben az egyetem a világon a 70. A Fudan számos nemzetközi programban részt vesz más, magas rangú intézmények partnereként. 
Európában öt német és huszonnégy skandináv egyetemmel, az Egyesült Államokban pedig többek között a Yale Egyetemmel van kapcsolatban.
Sokan emlegetik egyik előnyeként, hogy a falai között zajló oktatási és kutatási tevékenységekbe – bár az intézmény alapokiratában egyértelműen szerepel a Kínai Kommunista Párt iránti elköteleződés, amelyet számos intézkedés is tükröz – a kínai kommunista pártvezetés közvetlenül nem szól bele.
Az Orbán-kormány az egyetemmel kötött megállapodás értelmében 2024-re tervezi megnyitni Budapesten a Fudan első Kínán kívüli campusát, amelynek 540 milliárd forintos költségeiből 450 milliárdot a magyar állam fizetne a kínai állam által nyújtott hitelből, a beruházás pedig főként kínai cégek részvételével zajlana. A tervezett beruházást oktatási szakemberek és politikusok is széles körben kritizálják, főként gazdasági, felsőoktatási és nemzetbiztonsági aggályokra hivatkozva.
Egyes magyar egyetemek (Corvinus, Neumann János Egyetem) azonban örülnének a Fudan jelenlétének és együttműködési megállapodásokat kötöttek vele és közös képzéseket indítottak, más egyetemekkel (SOTE, BME, ELTE) pedig tervbe van véve közös oktatási program kialakítása.

## Története
Az intézményt 1905-ben alapították. Nevének, illetve a nevét alkotó két kínai karakternek a jelentése újra illetve reggel vagy fény. Az alapitásban kiemelkedő szerepet játszott Mao Hsziang-po (Ma Xiangbo) jezsuita atya.
Számos külföldi előadót hivott meg, ideológiai alapállásuktól függetlenül, így a Fudan meghívására már tartott beszédet Ronald Reagan, Barack Obama, illetve Soros György is. A kulturális örökség és az iparfejlesztés témakörben együttmüködik tajvani egyetemekkel. Az egyetem a 16. századi olasz jezsuita szerzetes, kínai misszionárius Matteo Ricci szellemiségét követve jött létre, a vallási tanulmányok képzésén ma is tanít jezsuita, a francia Benoit Vermander. A falai közötti oktatási és kutatási tevékenységbe a kommunista párt közvetlenül nem szól bele.
2019 decemberében a Fudan Egyetem alapító okiratából törölve lett az „akadémiai függetlenség és gondolatszabadság” (學術獨立和思想自由) kifejezés, ugyanakkor abban kötelezettséget vállaltak a „kommunista párt iránymutatásának követésére” (學校堅持中國共產黨的領導) és az alapvető szocialista értékek betartására, kimondva, hogy a Fudan Egyetemnek fell kell vérteznie oktatóinak és diákjainak elméjét Hszi Csin-ping (Hszi Csin-ping) új korszakú kínai szocialista ideológiájával. A döntés ellen a Fudan campusán tüntetést tartottak.
A Covid-19 vírussal kapcsolatos kutatásait támogatja Bill Gates és volt feleségének alapítványa. A koronavírus idején a vírus elleni védőeszközöket adományozott a magyar államnak. A víruskutatáson kívül kiemelkedő szerepet játszik a kínai űrprogramban, valamint a fúziós energia létrehozatalára irányuló kutatásokban. Az egyetemen jelentős kutatások folynak a robotika, a mesterséges intelligencia, illetve az agyi képalkotó eljárások területein.

## Magyarországi campus
2019-ben felmerült, hogy a kormány kínai egyetemet szeretne telepíteni Magyarországra, majd 2020 augusztusában Orbán Viktor miniszterelnök megnevezte a Fudan Egyetemet, amelynek magyarországi campusát a magyar és a kínai állam együttműködésében hoznák létre. Azóta konkrét tervek születtek arra vonatkozóan, hogy milyen ütemterv szerint és mely egyetemekkel együttműködésben jöjjön létre az itteni campus. Az ügyben született, Palkovics László és Szijjártó Péter által jegyzett kormányelőterjesztésben szerepel, hogy a kormány által 540 milliárdosra becsült építkezés nagyrészt kínai hitelből valósulna meg, amit Magyarország fizetne vissza, és „a kivitelezés kizárólagosan kínai projektként valósítható meg”, a jogi szabályozást illetően pedig „szükséges elérni azt a pontot, amelynek eredményeként a beruházással összefüggő folyamat már nem állítható le”.
Az egyetem létrehozásának folyamatát két szakaszra bontanák. A második szakasz 2024-től lenne. A megállapodás része az is, hogy az egyetemen belül kutatóintézeteket hoznak létre, ezekkel szoros együttműködésben támogatják a kínai vállalatok K+F központjainak magyarországi letelepedését, további kínai cégek befektetését.
2021. április 30-án a magyar kormány stratégiai együttműködési megállapodást kötött a Fudan Egyetemmel. A szerződést Palkovics László innovációs és technológiai miniszter, illetve a beruházást koordináló kormánybiztos, valamint a Fudan Egyetem és a Fudan Magyarország Kft. írta alá. A kínai egyetem budapesti intézményét egy vagyonkezelő alapítványon keresztül hoznák létre (ez az első szakaszba tartozó folyamat).

### Viták a magyarországi campus körül
A nagyszabású beruházást jelentős kritika éri különböző területekről, főleg arra hivatkozva, hogy egyrészt egy ekkora beruházás súlyosan eladósítja Magyarországot Kína felé, másrészt egy hatalmas és tőkeerős egyetem teljesen felforgathatja a magyar felsőoktatás erőviszonyait. Mások a Közép-európai Egyetem miatt tekintik aggályosnak azt, hogy míg Soros György ehhez képest nagyon kicsi magánegyetemének távoznia kellett az országból, egy autoriter állam egyetemének itteni campusán kiadott kétnyelvű diplomákat elfogadhatónak tartja a kormány. Palkovics László azonban tagadta, hogy a Fudan ideológiai képzést is folytatna Magyarországon, illetve a projekt támogatói közül többen emlékeztetnek, hogy elsősorban természettudományos és orvosi képzést fog az egyetem folytatni, ahol kevés alkalom lesz ideológiai tárgyak oktatására. Ugyancsak hangsúlyozta, hogy jelenleg is folyik a Fudannal együttműködés a Corvinus Egyetem képzései között, és nem tapasztaltak ideológiai nyomást.
Palkovics László közölte, hogy a kormány szándéka az, hogy a Diákvárost és a Fudan egyetemet egyaránt megépítse.  Kiemelte, hogy a kormány nem döntött kínai beruházó mellett, valamint „teljes körű együttműködést” ajánlott az érintett önkormányzatoknak. A Diákvárost magát is az Orbán-kormány kezdeményezte, és határozott róla  az 1722/2016-os számú Kormányhatározatban. Palkovics ezen túlmenőleg emlékeztetett, hogy az érintett terület déli részére tervezték, azonban Karácsony Gergely és Baranyi Krisztina nem járult hozzá semmiféle önkormányzati terület átengedésébe a Fudannak, ezért az új tervekben a Fudan délre kerül, ahol túlnyomórészt állami tulajdonban lévő területek vannak. 
Az egyetem magyarországi campusának a magyar adófizetők pénzéből, a magyar diákok számára tervezett, az eredetileg a Fidesz-kormány által kezdeményezett diákváros helyére történő megépítése ellen széles társadalmi tiltakozó mozgalom indult Budapesten. Ennek jegyében Karácsony Gergely főpolgármester és Baranyi Krisztina ferencvárosi polgármester az egyetem tervezett helyén közterületeknek adott olyan neveket, amik a mai kínai hatalom számára elfogadhatatlanok, mint Hszie Si-kuang (Xie Shiguang), a 28 éven át üldözött kínai katolikus püspök. Mivel a járványhelyzet miatt népszavazás nem lehetséges, társadalmi konzultációt is indítottak a témában. A konzultáció eredményei szerint a feltett 4 kérdésre (amik a Diákváros területének elvételére, a budapesti Fudan egyetem létrehozására, a hitelfelvételre és az ingyenes oktatás hiányára vonatkoztak) 30 ezer kitöltés után 94-99%-os tiltakozás érkezett. Vancsó Gyula sanghaji vendégprofesszor, a Fudan oktatója szerint az ellenzék részéről olcsó hangulatkeltés folyik az egyetem ügyében.
Június 5-én, ami egyébként a Tienanmen téri vérengzés 32. évfordulójához áll közel, tízezres tüntetés zajlott le a budapesti Kossuth téren, az Országgyűlés épülete előtt. A tüntetés után Karácsony felszólította az összes ellenzéki miniszterelnök-jelöltet, hogy közösen írjanak levelet a kínai elnöknek, hogy nem kérnek a Fudanból. Levelükben az ellenzéki miniszterelnök-jelöltek azt üzenték a kínai vezetésnek, hogy a kormányváltás után felbontják a Fudan, és a Budapest-Belgrád gyorsvasút ügyében kötött megállapodásokat, ugyanakkor reményüket fejezték ki, hogy folytatódik a sok szálon futó hagyományos kínai-magyar együttműködés.
A tüntetés másnapján Gulyás Gergely kancelláriaminiszter közölte, hogy „a Fudan Egyetem ügye közéleti vitára alkalmas formában pillanatnyilag nem létezik”, noha a kínai intézménnyel már  stratégiai megállapodást kötöttek és az előtte való héten „A Fudan Hungary Egyetemért Alapítványról, a Fudan Hungary Egyetemért Alapítvány részére történő vagyonjuttatásról” című törvényjavaslat tárgyában részletes, kétnapos parlamenti vita folyt le. Gulyás álláspontja szerint azonban pontos összegekről és a kivitelező személyéről még nem lehet beszélni, de a kormány támogatja, hogy másfél év múlva, mikor ezek kiderülnek, a budapestiek népszavazáson mondhassák el a véleményüket.
Röviddel ezután június 14-én a parlament kormánypárti tagjai elfogadták – több egyéb, nagy tiltakozással kísért törvény mellett, melyen az ellenzék tiltakozásul nem vett részt – a „lex Fudanként” is emlegetett törvénycsomagot, ami a projekttel kapcsolatos költségvetési és egyéb rendelkezéseket tartalmazta, lényegében a június elejei eredeti állapotoknak megfelelően, kiemelve, hogy az egyetemet fenntartó állami közalapítvány ingyen kapná meg az értékes fővárosi területeket is.

#### Nemzetbiztonsági aggályok
A kritikák egy része arra vonatkozik, többek között a budapesti amerikai nagykövetség részéről is hogy nemzetbiztonsági kockázatot jelent a kínai állammal való szoros együttműködésnek ez az újabb formája. Ezzel szemben Palkovics László kiemelte, hogy nem kell ahhoz egyetem, hogy egy másik állam kémtevékenységet folytasson. Hasonlóan vélekedett a Kína-szakértő Salát Gergely is: nem valószínű, hogy a Fudan kémeket juttatna az Európa Unióba. „Kínában ugyan bevett dolog, hogy a diákok vagy a tanárok jelentéseket írnak egymásról, azoknak általában nincs következményük. Nem hinném, hogy ezeket a jelentéseket bárki elolvasná, annyi van belőlük. A külföldön dolgozó tanároknak és a külföldön tanuló diákoknak is van jelentésírási kötelezettségük, de az esetek 99 százalékában ezeknek nincs semmi jelentősége.”
Tarjányi Péter nemzetbiztonsági szakértő szerint azonban a budapesti kínai egyetem kitűnő lehetőségeket biztosít a totális, minden területre kiterjedő hírszerzést folytató Kína számára több szempontból is. Az egyik legfontosabb az, hogy az egyetem révén az építkezéssel és magával az egyetem működtetésével kapcsolatban hazánkba érkező kínai szakemberek százai között, a nemzetközileg tapasztalt kínai gyakorlat szerint, legalább 2–3% hivatásos hírszerző lesz, akiknek az egyetem létrehozása és működtetése kitűnő fedést biztosít Magyarországon, az Európai Unió tagállamában a tartós, alig ellenőrizhető tevékenységre. Másrészt Kína hagyományosan nagy távlatokban gondolkodik a hírszerzés területén is, és az egyetem leendő sokezer, különböző országokból érkezett hallgatója között zavartalanul végezheti hosszú távra szóló, fiatal hírszerző ügynököket toborzó munkáját.